# Quint Sulpici Camerí Cornut (tribú 402 aC)
Quint Sulpici Camerí Cornut (en llatí Quintus Sulpicius Ser. F. Ser. N. Camerinus Cornutus) va ser un magistrat romà del segle iv aC. Formava part de la família Camerí, una branca patrícia de la gens Sulpícia.
Era fill o net de Servius Sulpicius Ser. F. Ser. N. Camerinus Cornutus. Va ser tribú amb poder consolar l'any 402 aC i una altra vegada el 398 aC.